# Anthophora mucida
Anthophora mucida ist eine Biene aus der Familie der Apidae. Die Art ähnelt Anthophora biciliata.

## Merkmale
Die Bienen haben eine Körperlänge von 16 bis 17 Millimetern (Weibchen) bzw. 15 bis 16 Millimetern (Männchen). Bei den Weibchen sind das Gesicht und die Seiten des Thorax weißlich behaart. Das Mesonotum ist grau behaart, mit vereinzelten schwarzen Haaren. Das Schildchen (Scutellum), das Postscutellum und ein Streifen unterhalb der Flügelansätze ist hell rotbraun behaart, die ersten drei Tergite sind auf der Scheibe gelbbraun behaart und das vierte und fünfte Tergit sind schwarz behaart. Die ersten drei Tergite tragen helle Endbinden. Die Schienenbürste (Scopa) ist weißlich. Die Männchen haben eine ähnliche Behaarung wie die Weibchen, ihre Haarbinden an den ersten drei Tergiten sind jedoch nur schwach ausgebildet. Ihr Gesicht hat eine gelbe Zeichnung. Das Fersenglied (Metatarsus) am mittleren Beinpaar ist an der Hinterkante überwiegend so lang behaart, wie das Glied breit ist. Das Krallenglied an den mittleren Beinen ist an beiden Seiten locker mit schwarzen Haarfransen versehen. Das siebte Tergit hat eine Pygidialplatte.

## Vorkommen und Lebensweise
Die Art ist in Spanien, Frankreich, Italien, Ungarn und im Kaukasus verbreitet. Sie fliegt von Mitte April bis Ende Juli. Die Weibchen legen ihre Nester im Erdboden an. Pollen wird von verschiedenen Pflanzenfamilien gesammelt. Kuckucksbienen der Art sind unbekannt.

## Belege
Felix Amiet, M. Herrmann, A. Müller, R. Neumeyer: Fauna Helvetica 20: Apidae 5. Centre Suisse de Cartographie de la Faune, 2007, ISBN 978-2-88414-032-4.